# HD 106343
HD 106343，又名CP-63 2203，SAO 251803、HR 4653，是一颗恒星，视星等为6.22，位于銀經298.93，銀緯-1.83，其B1900.0坐标为赤經12h 8m 55.7s，赤緯-63° -1.83′ 8″。